# 聖諭廣訓

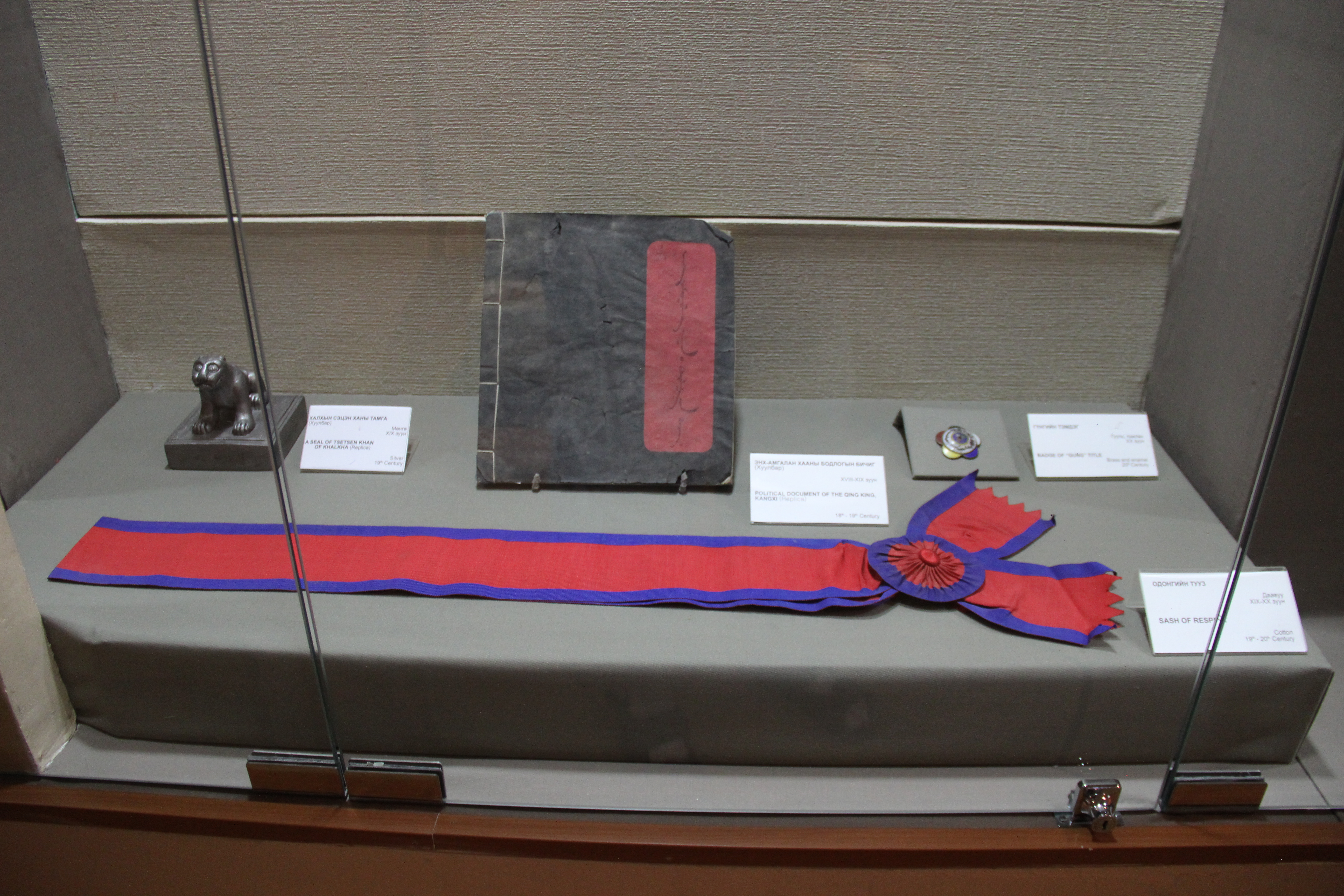
满文本康熙《圣谕广训》（图中），藏于蒙古国家博物馆

《聖諭廣訓》是雍正二年（1724年）出版的官修典籍。訓諭世人守法和應有的德行、道理。源於康熙帝的《聖諭十六條》，雍正帝繼位後加以推衍解釋。清政府在各地推行宣講，並定為考試內容。

## 康熙十六條
康熙九年( 1670 ) 十月，康熙帝在給禮部的一道上諭中，鑑於“至治之世，不以法令為亟，而以教化為先” 提出:“朕今欲法古帝王，尚德緩刑，化民成俗，舉凡敦孝弟以重人倫，篤宗族以昭雍睦，和鄉黨以息爭訟，重農桑以足衣食，尚節儉以惜財用，隆學校以端士習，黜異端以崇正學，講法律以儆愚頑，明禮讓以厚風俗，務本業以定民志，訓子弟以禁非為，息誣告以全良善，誡窩逃以免株連，完錢糧以省催科，聯保甲以弭盜賊，解讎忿以重身命，以上諸條，作何訓迪勸導，及作何責成內外文武該管各官，督率舉行，爾部詳察典制，定議以聞。”
康熙要求“部院衙門將現行處分條例重加訂正，斟酌情法，刪繁就簡”。以“上諭十六條”行世為界，滿清統治者將教化為治國重點之一。
其十六條即：
1．敦孝弟以重人倫 2、篤宗族以昭雍睦
3、和鄉黨以息爭訟 4．重農桑以足衣食
5．尚節儉以惜財用 6．隆學校以端士習
7．黜異端以崇正學 8．講法律以儆愚頑
9．明禮讓以厚民俗 10．務本業以定民志
11．訓子弟以禁非為 12．息誣告以全善良
13．誡匿逃以免株連 l4．完錢糧以省催科
15、聯保甲以弭盜賊 16、解仇忿以重身命

## 雍正訓解
雍正更為重視“上諭十六條”，對其逐條解釋，洋洋萬言，成《聖諭廣訓》， 於雍正二年頒行天下，形成了以孝治天下的政治思想綱領。雍正進一步推行並普及鄉約制度，宣講《聖諭廣訓》。雍正《欽頒州縣事宜》一書，載有“宣講聖諭律條”的規定，要農村遵照定例，設立講約所，進行宣講。雍年七年，嚴令全國遍設講約所，“於舉貢生內揀選老成者一人為約正，再選樸實謹守者三、四人為值月，每月朔望，齊集鄉之譽老里長及讀之八，宣講《聖諭廣訓》，“約正、值月果能化導督率，行至三年，著有成效，督撫會同學臣，擇其學行最優者俱送部引見，其誠實無過者，量行旌異，以示鼓勵，其不能董率、怠惰廢弛者，即加黜罰，如地方官不實力奉行者，該督撫據實參處。 ”

## 宣教廣訓
第一、鄉約宣講。清代的鄉約制度，一是宣講聖浙，二是懲惡揚善。順治十六年，嚴行設立鄉約制度，講解六諭原文。設約正、約副為講解人員，由鄉人公舉60歲以上，行履無過、德業素著的生員擔任、若無生員，即以素有德望，年齡相當的平民擔任，每遇朔望，進行宣講，並徵別鄉人善惡表現，登記簿冊，分別獎懲。
第二、地方官宣講。康熙規定，地方官於每月朔望宣讀講說“上諭十六條。”乾隆更嚴求地方官聽訟之餘及公出之便，隨事隨時，用土音諺語，宣傳《聖諭廣訓》，地方官宣講，實際主要由教官完成，“教官職司秉鐸，宣講本其分內之事，應令每月週曆各鎮，宣講《聖諭廣訓》，”教官的職掌中，宣講是一主要內容。地方官宣講還有官僚制度的考課用人做保證。康熙時“舉州縣卓異，俱開本官每月朔望講“上諭十六條”。” 乾隆初督撫薦舉屬吏，首先看宣講《聖諭廣訓》。官員的升遷系之於宣講效果，是推行孝治教化的保證。地方官的宣講職責終清一代。道光說：“我朝列聖相承，聖諭廣訓、十六條久垂功令，地方官每月朔望敬謹宣讀，俾眾著於愛敬睦婣之義，百數十年來，海澨山陬，罔不奉行。” 到了清末，亦是如此，光緒二年，清政府要“各直省督撫、學政，督飭地方官暨教職各官，隨時宣講。
第三、通過學校與科舉考試貫徹。雍正三年將《聖諭廣訓》頒發各省學政，刊刻印刷。分送各學，朔望宣講。嘉慶朝倡議義學，要求一鄉一里，分別延師，使兒童初受教育，就學習《聖諭廣訓》。道光時規定，學政到任，將《聖諭廣訓》刊印，頒行各學生童，令人人誦習，並將《聖諭廣訓》內“黜異端以崇正學”一條撰成四言韻文，遍頒鄉塾，讓民間兒童學習，使之潛移默化。咸豐令學政轉傷地方官及各學教官，於書院、家塾教授學生，以《御纂性理精義》、《聖諭廣訓》為主要內容。科舉考試也要求掌握《聖諭廣訓》凡不能背錄者不准錄取。嘉慶時右因各學監生不由童試，並舉貢監生錄科考遺，均一體敬謹默寫一、二百字，其不能默寫者，按其文藝遞降等第及斥置不錄。 ”
第四、宗族宣傳。滿清為了維護社會秩序，加強對宗族的控制，在江西、廣東、福建等地區任命族正，地方官給以牌照，專司化導約束，勸善規過、排難解紛之事。牌照的第一項內容規定：“宣講聖諭，以興教化。”每逢祭祖聚集之時，於公祠內“將'上諭十六條'句解字釋，高聲曲喻”，“俾各宗族姓務各心領神會，父慈子孝、兄友弟恭、夫和婦順、敦族睦淵，以成仁厚之俗”。對“上諭十六條”詮釋，就是以《聖諭廣訓》為範本。進行宣講。在滿清的倡導下，清人所修族譜中，不借資財，將萬言《聖諭廣訓》印入族譜的事例很多，至於印入“十六條”的族譜。
滿清統治面臨尖銳的民族矛盾；漢族有根深蒂固的華夷思想，必然導致對異民族王朝及異民族君主的否定。清朝力圖消除漢族的這種認識，掩蓋民族矛盾，證明統治的合法性，極力宣傳滿族入主中原是仰承天命，且“存仁義之心，行仁之政”，乃為正統。 “孝弟也者，其仁之本與！” 以孝治天宇是最好的證明。因此漢族應盡臣民之道，不得以華夷而有異心，君臣之倫大於華夷之辨。這樣移孝作忠、君為臣綱的理論最適合滿族統治者了。從時間上考察，清初順、康時重視講孝，中葉雍、乾時注意談忠。雍正說：“為臣下之道，當奉君如父母”，又說：“人生天地間，最重者莫如倫常，君臣為五倫之首，較交子尤重，天下未有不知有親者，即未有不知有君者。” 這裡，為強調統治的合理性，把忠列於孝前，在《聖諭廣訓》的宣傳中，則多把父子放在君臣之前，使於移孝作忠。以孝治天下的強化，是為了加強異民族君主及王朝的統治。

## 白話版
聖諭廣訓以文言寫成，難於理解，因又有白話的版本出現便於宣教：
- 《聖諭廣訓衍》，王又樸著
- 《聖諭廣訓直解》，咸豐初年敕頒

《聖諭廣訓衍》的白話文通俗易懂，影響很大。比如“古人說的好，吃的虧是好漢。又說道，吃虧是佔便宜。只因我不肯吃虧，一時間認的太真，或者弄出人命，或者激出別樣的事來，那時節要開交不得開交，倒吃得大虧，所謂因小失大。你們肯想到這搭兒，也就把爭氣的心腸冷淡了。你若是肯吃虧，人沒有說你軟弱的，只有尊敬你，稱道你的。這豈不是和睦鄉里的好處麼？ ”